# フレデリク・ブーン
フレデリク・ブーン（Frederik Børm、1988年8月12日 - ）はデンマークのハンドボール選手で、SønderjyskE Håndboldでプレーしている。フレデリク・ブーンはSkjern Håndboldから三年間の契約でSønderjyskE Håndboldにやってきた。
Skjern Håndboldの他に フレデリック・ブーンはStoholm HåndboldやBjerringbro-SilkeborgやViborg HKや Nordsjælland Håndboldや 、 KIF Koldingでプレーした。